# Метод рыболовный

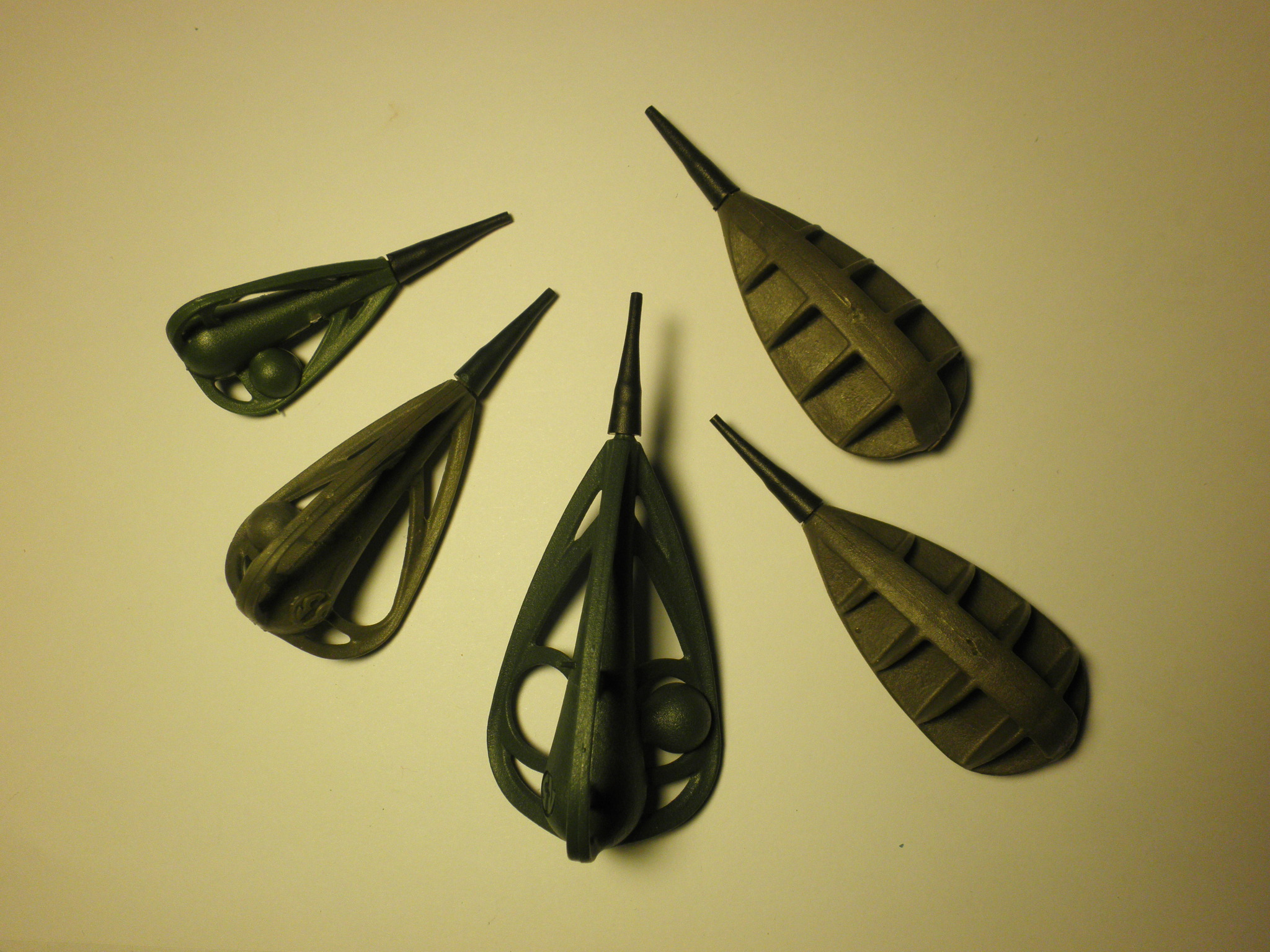
Методная кормушка

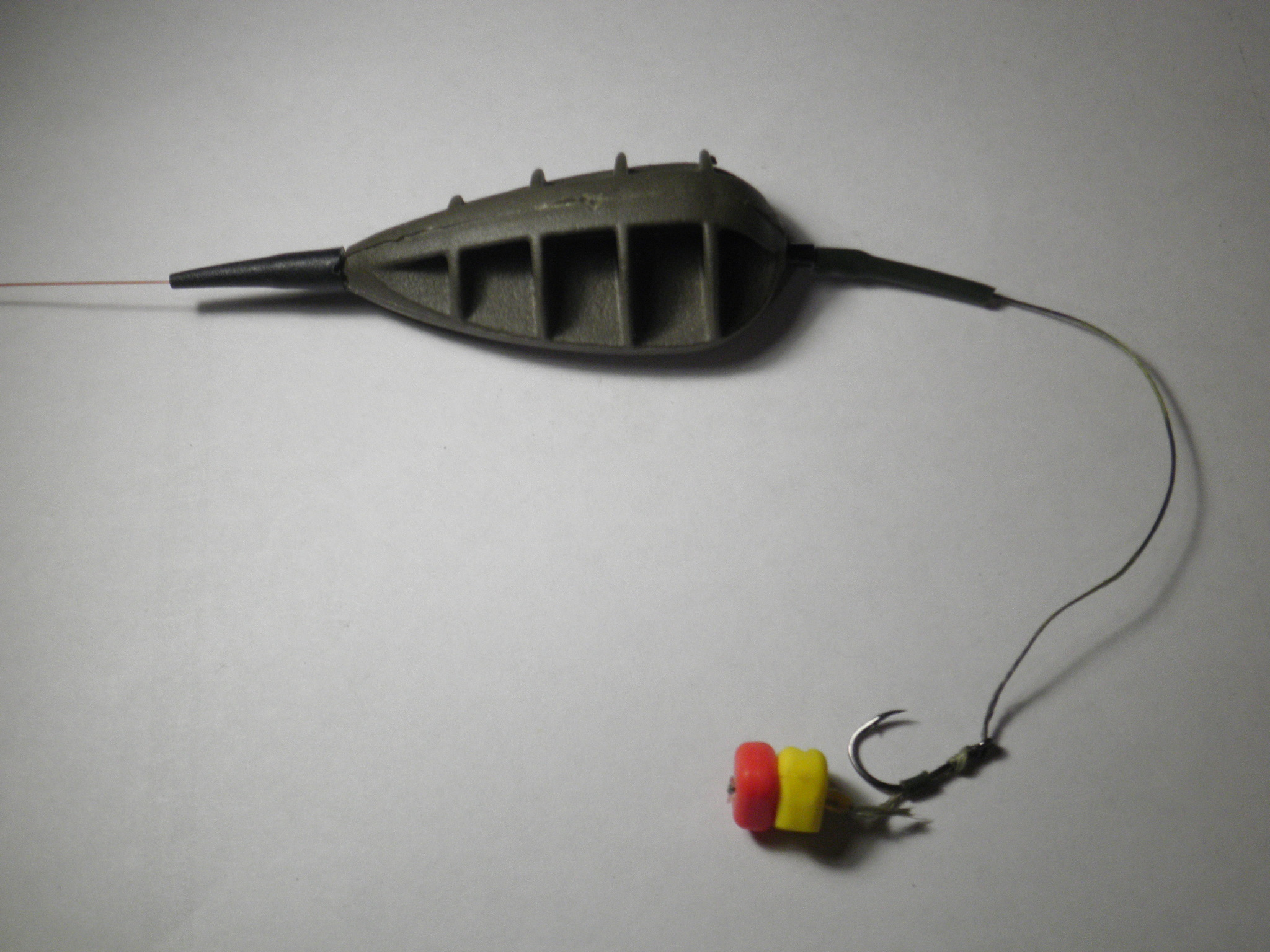
Методная оснастка ин лайн в сборе

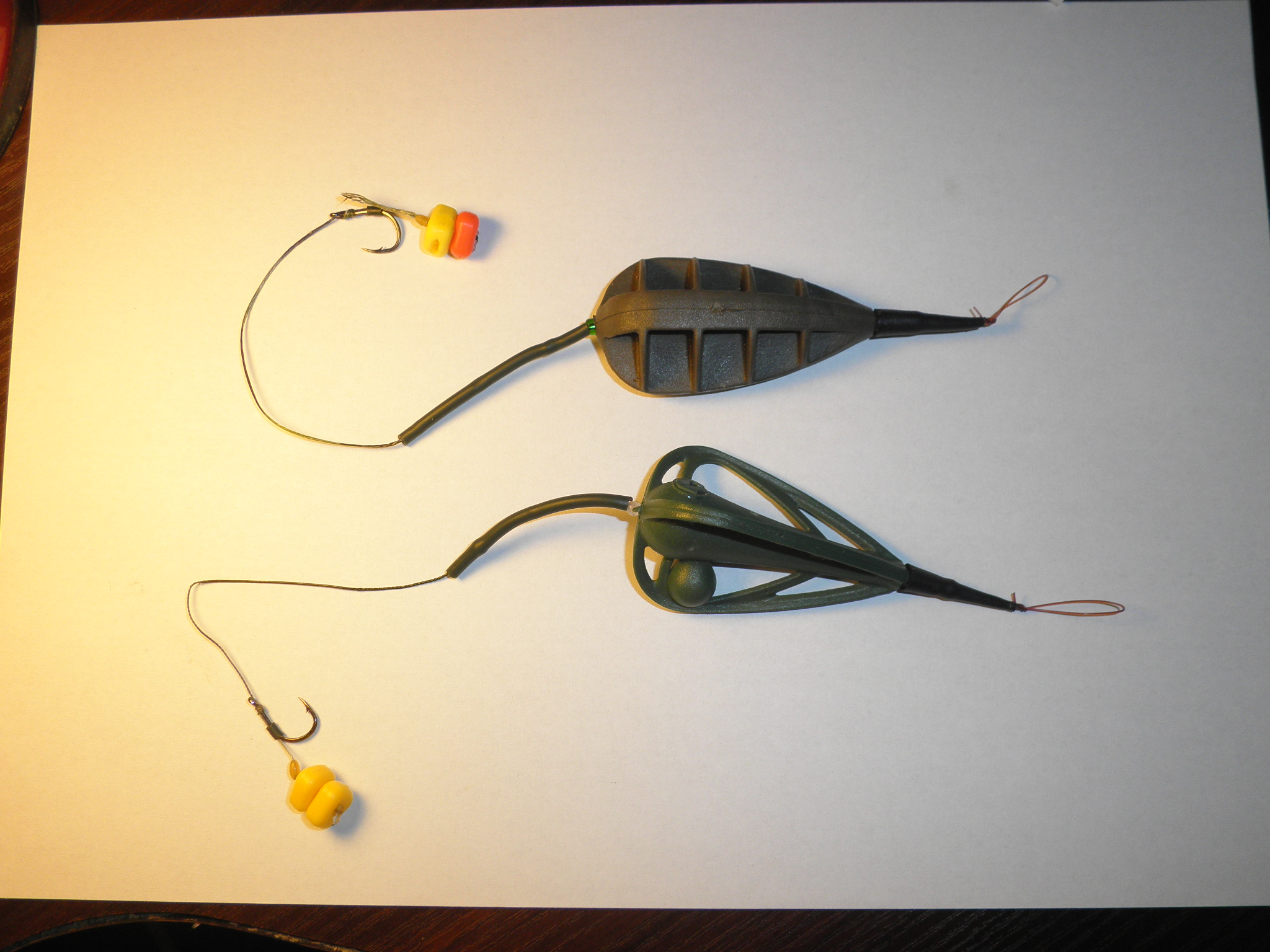
Методный монтаж

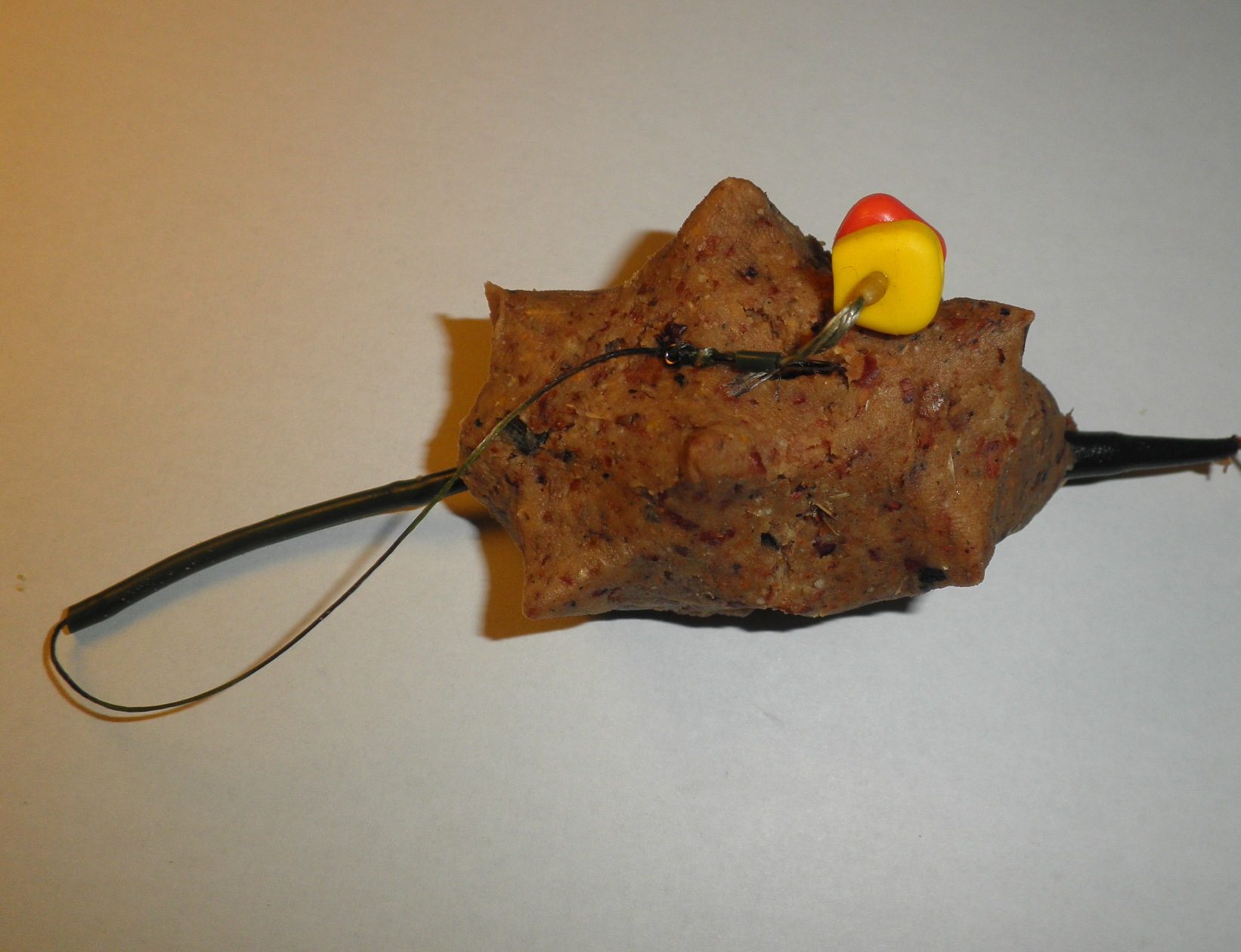
Снаряжённая методная кормушка

Метод (англ. method) — один из английских способов донной ловли карпа. Относится к современной ловле карпа,  сазана и других видов рыб семейства карповых. Аналог ловли на пружину, с применением методных кормушек, современных материалов, элементов оснасток и монтажей, причиняющих наименьший вред рыбе при ловле.

## Особенности оснастки
Метод предусматривает в оснастке наличие огруженной методной кормушки с прикормкой, поводка и крючка, на который одевается насадка или наживка, так же может использоваться волосяной монтаж. При вероятном обрыве основной лески, огруженная кормушка должна отделяться от оснастки и рыба освобождаться от кормушки.

## Методные прикормки
В качестве прикормки используются прикормочные смеси для карпа, карася, леща, линя, содержащие повышенное количество связующих — кукурузная мука, пшеничная мука, ржаная мука, ячменная мука, гречневая мука, варёные крупы(каши), печенье, бисквиты, пшеничный хлеб, ржаной хлеб, манная крупа, сухое молоко, патока, меласса, декстрин, агар-агар. В методную смесь добавляется варёная  кукуруза, овсяные хлопья, варёная пшеница, варёный ячмень, пеллетс, измельчённые бойлы, макуха.
Прикормка должна иметь такую консистенцию, чтобы не разбивалась на части от удара об воду при забросе.
Опустившись на дно, мелкие частички прикормки распространяются в толще воды, привлекая карпа, крупные компоненты прикормки, должны удерживать подошедшего в место ловли карпа. Прикормка может иметь компоненты, используемые для насадки.

## Методные насадки
В качестве насадки применяются бойлы, пеллетс, горох, кукуруза, зерновые, искусственные насадки. Наживка — навозный червь, опарыш, личинки насекомых.

## Вид монтажа
Методная оснастка может иметь ин лайн монтаж в глухом и скользящем варианте. При глухом монтаже, само засечение рыбы происходит с помощью веса кормушки, при скользящем варианте — с помощью натяжения основной лески. 

## Принцип ловли
Основной принцип ловли методом, в доставке в точку ловли насадки (наживки), вместе с прикормкой одновременно, при этом насадка(наживка) находится в непосредственной близости от кормушки или в кормушке  с прикормкой.
Рыба (карп, карась, лещ, линь), привлечённые запахом прикормки, подходят к кормушке, находит насадку (наживку), заглатывают её и засекаются крючком, с помощью груза кормушки или натяжения основной лески.